# Еванесънс
„Еванесънс“ (на английски: Evanescence) е алтърнатив метъл група от град Литъл Рок, щата Арканзас, САЩ.

## История

### Формиране и ранни години(1995 – 2001)
Групата е основана от Ейми Лий и главния китарист – Бен Муди. Двамата се срещнали на лагер в Арканзас, където Муди чул как Лий свири на пиано песента „I Would Do Anything For Love“ (But I Will Not Do That) на Мийт Лоуф.
Двамата открили, че имат едни и същи интереси и че споделят любовта си към Джими Хендрикс и Бьорк. Така те започнали да пишат заедно песни (първата е била „Solitude“ (Самота) написана от Ейми последвана от „Understanding“ (Разбиране) от Бен Муди, „Give Into Me“ на Ейми Лий, и четвъртата песен написана заедно от тях е „My Immortal“ (Безсмъртни мой). Парчетата са били многократно променяни, както и текста и музиката към тях, и поради тази причина имената и на двамата са включени в надписите на албумите им.
Известно време те не успяват да открият други музиканти, които да работят заедно с тях и нямат достатъчно средства, за да наемат професионални музиканти, което е и причината в началото да не правят изпълнения на живо. Групата получава покана за платено участие благодарение на влизането на две свои песни в местните музикални класации. Преди да се спрат на името Еванесънс Ейми Лий и Бен Муди минават през още няколко имена, между които „Childish Intentions“ и „Stricken“.

### Изпращане, Хрониките на Нарния(2002 – 2012)
На 22 октомври 2003 г. Муди напуснал групата по време на Европейското им турне. Причините, поради които е напуснал групата били „творчески различия“. В интервю след няколко месеца Лий казала: „Има понятие, че ако нещо не се промени, то ние не бихме могли да направим следващ албум.“
Тогава Лий споменала също, че напускането на Муди е било дори облекчение, защото той е създавал напрежение в групата. Тери Балсамо от Cold се присъединил към групата, замествайки Бен. Неотдавна Муди признал, че страдал от вид смущение и е бил в криза в деня, когато напуснал Еванесънс.
Ейми Лий била помолена да напише основната музика за новата версия на „Хрониките на Нарния: Лъвът, Вещицата и дрешникът“, но била отхвърлена от продуцентите защото изглеждала „много тъмна и епическа“ музика. Лий имала възможността да промени музиката, но решила да не го прави, защото не искала да излага на риск творчеството си. Продуцентите заявили, че ще използват песента Going under за саундтрак, но не го направили. Както и да е, парчето било използвано за клипа на филма „Тристан и Изолда“, но пак – не като саундтрак, а само като „драскотина“ от саундтрака. Лий намекнала на феновете си, че може някога да чуят музиката към Нарния в бъдеще, или ще я качи на EvBoard, като „повече материал за албума“.

### След 2013 г.
През октомври 2013 г. музикалният издател на Еванесънс – Wind-up Records, който издава групата от самото и създаване, продава част от каталога си с изпълнители, включително и Еванесънс, заедно с всичките им записи дотогава на друг лейбъл – Bicycle Music Company. Дъщерната компания на Bicycle – Concord Music Group ще представлява закупената част от каталога на музикалния пазар.
На 3 януари 2014 г. става ясно, че Ейми Лий е завела дело срещу лейбъла Wind-up Records, искайки $1.5 милиона неплатени авторски и лицензионни възнаграждения, принадлежащи на групата.
На 18 март 2014 г. Лий анонсира в Туитър акаунта си, че е спечелила делото.
На 6 януари 2014 г. Ейми загатва в интервю за рок радиостанцията WMMR, че групата може би ще има четвърти студиен албум:
„Определено имаме много песни, идеи и неща, които все още не сме споделили, и аз вярвам в тях, така че...може би все още има шанс да чуете тези неща...Наистина мога да остана на тази вълна само когато съм си у дома, най-накрая далеч от хаоса на публичния живот.“
На този етап не става ясно дали записът ще включва нова музика или по-вероятно неиздадени материали от времето на албума Evanescence от 2011 г.

## Състав
| Настоящи членове - Ейми Лий – вокал, пиано, китара, арфа (1995– ) - Тим МакКорд – бас (2006– ) - Уил Хънт – барабани (2010– ) - Трой Маклохорн – китара (2011– ) - Джен Маджура – китара (2015– ) |  | Предишни членове - Бен Муди – китара (1995 – 2003) - Дейвид Ходжес – пиано, барабани, беквокал (1999 – 2002) - Роки Грей – барабани (2002 – 2007) - Джон ЛеКомпт – китара, беквокал (2002 – 2007) - Уил Бойд – бас (2003 – 2006) - Тери Балсамо – китара (2003 – 2015) |

## Дискография
Дискография на Еванесънс

### Студийни албуми
- „Fallen“ (2003)
- „The Open Door“ (2006)
- „Evanescence“ (2011)
- „Synthesis“ (2017)
- „The Bitter Truth“ (2021)

### Демо албуми
- „Origin“ (2000)

### EP-та
- „Evanescence EP“ (1998)
- „Sound Asleep EP“ (1999)
- „Mystary EP“ (2003)

## Студийни и нестудийни албуми

### Origin(2000)
Първото им цялостно CD – Origin излиза през 2000 г., но остава почти неизвестено. Групата издава и две EP-та, но и те не се продават особено добре. Интересен факт е че Origin и EP-тата съдържат демоверсии на някои от песните от техния албум Fallen, който за първи път прави името на групата доста популярно в музикалните среди.

### Fallen(2003)
Fallen e името на първия цялостен албум на групата. За разлика от демо албума Origin, Fallen става шест пъти Платинен албум и се задържа необичайно дълго време в музикалните класации в САЩ и по целия свят. От този албум са продадени повече от 12 милиона копия по цял свят.
Дебютният сингъл от албума „Bring Me to Life“ става хит в САЩ и се класира на пето място в американската музикална класация на Billboard. Песента е включена в саундтрака на филма „Daredevil“ заедно с дори по-известната им песен „My Immortal“ (класирана на седмо място в САЩ). След излизането на албума Fallen Еванесънс е отличена с награди Грами за най-добро хардрок изпълнение и за най-добър нов изпълнител.

### Anywhere but Home (2004)
Anywhere but Home е първият албум и DVD на живо на метъл групата – Еванесънс, издаден през 2004 година. Той включва всички четири техни клипа от албума Fallen, видео зад сцената и запис от концерта в Le Zénith, Париж. Той също съдържа неофициално издаваната песен – „Missing“

### The Open Door(2006)
През март 2006 г. Еванесънс завършват работата върху втория си албум, озаглавен The Open Door. Албумът прогресира бавно поради няколко причини: групата иска повече време, за да го направи уникален; здравословни проблеми на китариста Тери Балсамо; спора около уволнението на техния предишен мениджър. Официалната дата за излизането на албума е 3 октомври 2006 г. Първият сингъл – Call Me When You're Sober тръгва по световните радиостанции в началото на август 2006 г.

## Християнска дискусия
От самото начало от много хора се обмисляло дали е част от Християнската рок сцена – и за кратко време пускан по християнските радиостанции – групата изяснила, че не са искали да бъдат разглеждани като християнска рок група, особено след дискусията когато Муди се заклел по време на интервю. Малко след това християнските радиостанции спират да пускат Еванесънс.
Интересен факт относно християнската дискусия за Еванесънс е и това, че в едно от каретата на книжката към албума Fallen, където музикантите изказват своите благодарности към различни хора, помогнали им пряко или косвено да създадат албума, Бен Муди пише: „Ben thanks Jesus -- all the life left in me is you“ (Бен благодари на Исус -- за целия този живот, който остави в мен).
Други по-крайни християни, които продължават да възприемат Еванесънс като християнска група дори и през 2003, обвиняват Лий за това, че използва думата „f*ck“ в текстовите на песните си, което означавало, че не била християнка.

## Сравнения
Групата обикновено е сравнявана с Linkin Park, но много фенове твърдят, че това сравнение е погрешно, защото е базирано само на техния сингъл Bring me to Life, който е воден от Paul McCoy от 12 Stones, който рапира по време на песента. Това не се отразява толкова на тяхната друга музика – както на Fallen, така и тяхното по-ранно творчество. Еванесънс също са били сравнявани с други групи като: In Winter, Lacuna Coil, Nightwish, и Within Temptation. Всички те включват женски вокал и мрачни текстове, но тези групи са определяни по-скоро като симфоничен/готик метъл, а не като рок.
По време на живи изпълнения Еванесънс често изпълняват кавъри от модерни прог/творчески групи, като A Perfect Circle и KoRn. Също така са направили кавъри на много групи като Soundgarden и Smashing Pumpkins.